# Washington County, Kansas
Washington County är ett county i nordligaste delen av delstaten Kansas. År 2010 hade countyt 5 799 invånare. Countysätet Washington ligger cirka 110 km nordväst om delstatens huvudstad Topeka och cirka 20 km söder om gränsen till delstaten Nebraska. Countyt har fått sitt namn efter George Washington, USA:s förste president.

## Geografi
Enligt United States Census Bureau har countyt en total area på 2 328 km². 2 327 km² av den arean är land och 1 km² är vatten.

### Angränsande countyn
- Jefferson County, Nebraska - norr
- Gage County, Nebraska - nordost
- Marshall County - öst
- Riley County - sydost
- Clay County - söder
- Cloud County - sydväst
- Republic County - väst
- Thayer County, Nebraska - nordväst

### Orter
- Barnes
- Clifton (delvis i Clay County)
- Greenleaf
- Haddam
- Hanover
- Hollenberg
- Linn
- Mahaska
- Morrowville
- Palmer
- Vining (delvis i Clay County)
- Washington (huvudort)